# Ernest Jones
Pour les articles homonymes, voir Ernest Jones (homonymie) et Jones.
Ernest Jones, né le 1er janvier 1879 à Gowerton, village proche de Swansea (pays de Galles) et mort le 11 février 1958  à Londres, est un psychiatre et psychanalyste gallois. Il est le fondateur en 1911 de l'American Psychoanalytic Association, et a institutionnalisé la psychanalyse au Royaume-Uni, en créant la London Psychoanalytical Society (1913), puis la Société britannique de psychanalyse (1919). Il est connu pour être l'auteur d'une biographie de Freud, intitulée La Vie et l'œuvre de Sigmund Freud (1953-1957).

## Biographie
Ernest Jones est le fils d'un ingénieur des mines. Il étudie à l'université de Cardiff puis à l'University College de Londres où il obtient son diplôme de médecine et d'obstétrique en 1901. Il devient membre du Royal College of Physicians en 1903.
Praticien hospitalier à Londres, spécialisé en neuropsychiatrie, il découvre les travaux de Freud par l'intermédiaire de son ami d'enfance, Wilfred Trotter, qui avait lu les comptes rendus sur les « Études sur l’hystérie » dans une revue de neurologie, en 1898. Trotter et Jones décidèrent d'apprendre l'allemand pour lire Freud, dont les textes ne sont pas encore traduits en anglais.
Il rencontre Carl Gustav Jung en 1907, au Burghölzli à Zurich, puis participe en 1908 au congrès international de psychanalyse, où il présente une communication sur la rationalisation et surtout, fait la connaissance de Freud. Il séjourne à Vienne, à Munich avec Emil Kraepelin, à Paris, travaillant à l'hôpital Bicêtre, dans le service du professeur Pierre Marie. Il occupe durant plusieurs années un poste de professeur assistant en psychiatrie à Toronto au Canada, et accompagne Freud lors de la tournée de conférences à l'université Clark, en 1909. Il fonde en 1911 l'American Psychoanalytic Association, avec l'appui de Freud.

## Vie privée
Après avoir vécu avec Loe Kann (qui est analysée par Freud), il épouse en premières noces, en 1916, la pianiste et compositrice Morfydd Llwyn Owen, qui meurt des complications d'une appendicite dix-huit mois après leur mariage. En 1919, Jones fait la connaissance de Katherine Jokl, diplômée en économie en Moravie (actuelle République tchèque), une ancienne camarade d'école des filles de Sigmund Freud à Vienne. Ils se marient et ont quatre enfants, dont une fille, Gwenith (1921-1928), et un fils, l'écrivain Mervyn (en) (1922-2010).

## Fondation de l'association psychanalytique britannique
Ernest Jones séjourne deux mois en 1913 à Budapest, pour faire une analyse didactique avec Sándor Ferenczi. Il fonde le même année la première société de psychanalyse britannique, la London Psychoanalytical Society , qu'il dissout en 1919, considérant qu'elle est sous l'influence de jungiens, et il participe à la fondation de la Société britannique de psychanalyse, dont il prend la présidence.
Durant la Première Guerre mondiale, il poursuit sa pratique de la psychanalyse, alors que les Britanniques sont séparés des analystes continentaux, du fait de la guerre. Il est l'analyste de Joan Riviere en 1916. Du fait de la guerre, Jones ne peut assister au Ve congrès international à Budapest, en 1918, alors qu'il est toujours membre de l'Association psychanalytique hongroise, mais Freud décide d’inclure la contribution prévue par Jones dans les actes du congrès, témoignant ainsi de la place importante qu'il reconnaît à celui-ci, en ce qui concerne la diffusion des théories psychanalytiques dans le monde anglo-saxon.
Durant la guerre, Jones n'est pas médecin militaire et ainsi n'est pas tenu de rendre des comptes à la hiérarchie militaire, il dispose ainsi de conditions lui permettant de réaliser des psychanalyses avec des névrosés de guerre. Il est le premier à le faire dans le mouvement psychanalytique ce qui donne du poids à ses théorisations.
Jones théorise le concept de rationalisation qui sera retenu par Freud au titre de mécanisme de défense. Il a aussi élaboré le concept d'« aphanisis » concernant la sexualité féminine.
Jones était aussi un joueur d'échecs renommé et il a aussi été champion de patinage artistique.
Jones invite Melanie Klein à Londres, à la demande de celle-ci, dont la position au sein de l'Association psychanalytique de Berlin était contestée à la mort de Karl Abraham. Le fils de Jones, Mervyn Jones, est analysé par Melanie Klein, dès son arrivée à Londres, en vertu d'un accord préalable établi entre Jones et elle. La fille de Jones, Gwenith Jones et son épouse Katherine Jones-Jokl, sont elles aussi analysées par Klein, jusqu'au décès prématuré de Gwenith, en 1928.
D'après Phyllis Grosskurth, il a réussi à concilier son attachement à Freud et un engagement en faveur des théorisations de Melanie Klein et de l'apport de celle-ci au mouvement psychanalytique anglais, traditionnellement intéressé par la psychanalyse des enfants.
Ernest Jones entretient une importante correspondance avec Freud : sa première lettre du 13 mai 1908, concerne le traitement qu'il délivre à l'épouse d'Otto Gross et la dernière datée de 1939 précède la mort de Freud.
Ernest Jones exhorte dans les années 1930 un certain nombre de psychanalystes à quitter l'Europe continentale, du fait des circonstances politiques menaçantes pour les juifs et de l'interdiction qui leur est faite, depuis les lois de Nuremberg, d'exercer la psychanalyse. Il contribue avec Marie Bonaparte et Abraham Arden Brill au départ de plusieurs de ses collègues, et permet l'accueil par ses collègues britanniques d'analystes allemands, hongrois et viennois, dont un certain nombre rejoint ultérieurement les États-Unis. Au moment de l'Anschluss, en mars 1938, Jones fait lui-même le voyage à Vienne, pour négocier et organiser le départ de la famille Freud, bénéficiant pour cela du soutien du Home Secretary britannique, Samuel Hoare.
Il meurt à Londres et une cérémonie est organisée au Golders Green Crematorium, durant laquelle Donald Winnicott prononce l'éloge. Jones est ensuite enterré à Cheriton, dans la péninsule galloise de Gower.

### La Vie et l'œuvre de Sigmund Freud
Ernest Jones devient le biographe de Freud, avec son ouvrage La Vie et l'œuvre de Sigmund Freud. Cet ouvrage présente des défauts relevés par un certain nombre d'historiens de la psychanalyse notamment Paul Roazen, Max Schur, Didier Anzieu, André Haynal, Alain de Mijolla, Élisabeth Roudinesco et par Henri Ellenberger qui, tout en s'appuyant beaucoup sur son travail pour ses recherches, en a révélé les inexactitudes. Souvent critiquée, la biographie de Freud par Jones est pour le polémiste Michel Onfray ou pour Pierre-Henri Castel, l'exemple même de l'hagiographie freudienne.
Dans son évocation du travail biographique de Jones, Henriette Michaud relève son « fanatisme prosélyte ».

## Distinctions
- 1922-1924 : président de l'Association psychanalytique internationale

## Ouvrages
- Théorie et pratique de la psychanalyse, 1948, Paris, Payot Rivages, 1997  (ISBN 2228891053)
- Le Cauchemar, Paris, Payot Rivages, 2002,  (ISBN 2228896608)
- Essais de psychanalyse, 1950, Paris, Payot 1966
- Sigmund Freud et Ernest Jones, Correspondance complète 1908-1939, Paris, Puf, coll. « Histoire de la psychanalyse », 1998,  (ISBN 2130486363)
- La Vie et l'œuvre de Sigmund Freud, Puf, coll. « Quadridge », t. 1  (ISBN 2130556922), t. 2  (ISBN 2130556930), t. 3  (ISBN 2130556949).
- Hamlet et Œdipe, introduction de Jean Starobinski, Paris, coll. « Tel », no 50, Gallimard, 1980  (ISBN 2070206513).
- Le cas de Paul Morphy. Contribution à la psychologie du joueur d'échecs, in Essais de psychanalyse appliquée, Paris, Payot-Rivages, 1973  (ISBN 2228216100)
- Free Associations. Memories of a psycho-analyst, London: Hogarth Press, 1959  (ISBN 978-0887388330).